# Trentepohlia subpennipes
Trentepohlia subpennipes là một loài ruồi trong họ Limoniidae. Chúng phân bố ở miền Cổ bắc.